# Ісідоро Асеведо
Асеве́до Ісідо́ро (2 січня 1867—†1952) — іспанський письменник-комуніст.

## Життєпис
Родом з Астурії. За професією робітник-друкар. Один з організаторів Компартії Іспанії, делегат IV і V Конгресів Комінтерну; кілька разів був ув'язнений. Літ. діяльність почав у соціалістичній пресі. Після відвідання СРСР видав книгу вражень. 1925 в мадрідській тюрмі написав роман «Наука й серце». Найзначніший твір — «Кроти» (1930), присвячений астурійським шахтарям. У романі «Любов» розвінчує мораль буржуазної сім'ї. З 1937 жив у Радянському Союзі.